# Wasserkraftwerk Carhuac
Das Wasserkraftwerk Carhuac (span. Central Hidroeléctrica Carhuac) befindet sich in der peruanischen Westkordillere am Río Pallca, einem Quellfluss des Río Santa Eulalia, im zentralen Westen von Peru, 72 km nordöstlich der Landeshauptstadt Lima. Das Kraftwerk liegt im Distrikt Huanza in der Provinz Huarochirí der Verwaltungsregion Lima. Betrieben wird die Anlage von Andean Power S.A.C.

## Wasserkraftwerk
Das Wasserkraftwerk Carhuac ist Teil einer Kraftwerkskaskade. Oberstrom befindet sich das Wasserkraftwerk Huanza, abstrom die Talsperre Sheque, die das Wasserkraftwerk Huinco mit Wasser versorgt.
Das Wasserkraftwerk Carhuac wurde zwischen 2016 und 2018 errichtet. Die technische Ausstattung (Turbinen, Generatoren etc.) der Anlage wurde von Andritz Hydro geliefert. Der geplante Termin der Inbetriebnahme war der 7. November 2018. Das Kraftwerk beherbergt zwei horizontal gerichtete Francis-Turbinen (Laufrad-Durchmesser: 1070 Millimeter; Drehfrequenz: 600 Umdrehungen pro Minute) mit jeweils 10,4 Megawatt Leistung.
Die Brutto-Fallhöhe beträgt 159,4 Meter, die Netto-Fallhöhe 120,3 Meter. Die beiden Kraftwerkseinheiten besitzen jeweils eine Ausbauwassermenge von 7,5 Kubikmetern pro Sekunde. Das Einlaufbauwerk (⊙) liegt etwa 1,7 Kilometer flussaufwärts, wenige Meter unterhalb des Wasserkraftwerks Huanza.